# 얀 해머
얀 하머(체코어: Jan Hammer 얀 하메르[*], 영어 발음: /ˈhɑ:mər/, 1948년 4월 17일 ~ )는 체코와 미국의 음악가, 작곡가, 음악 프로듀서다. 그는 1970년대 초 마하비슈누 오케스트라와 키보드를 연주하면서 가장 눈에 띄는 청중들을 얻었고 1980년대 텔레비전 프로그램인 《마이애미의 두 형사》에서 나온 〈Miami Vice Theme〉와 〈Crockett's Theme〉를 포함한 텔레비전과 영화의 영화 성적도 얻었다. 그는 음악 연주자 겸 프로듀서로 계속 활동하며, 그의 경력 후반부에 영화 제작으로 확장되었다.
하머는 존 맥러플린, 제프 벡, 알 디 메올라, 믹 재거, 카를로스 산타나, 스탠리 클라크, 토미 볼린, 닐 숀, 스티브 루카서, 엘빈 존스 같은 이 시대의 가장 영향력 있는 재즈와 록 뮤지션들과 협력해왔다. 그는 적어도 14개의 오리지널 영화 사운드트랙을 작곡하고 제작했으며, 《마이애미 바이스》의 90부 음악과 TV시리즈 《찬서》의 20부 음악을 작곡했다.
그는 작곡으로 그래미 어워드를 여러 개 받았다.

## 사생활
하머는 1978년에 미국 시민이 되었다. 그에게는 아들 폴이 있는데, 그는 밴드 사부아르 아도르의 프론트맨이다.